# Leptomydas tutankhameni
Leptomydas tutankhameni är en tvåvingeart som först beskrevs av Enrico Adelelmo Brunetti 1929.  Leptomydas tutankhameni ingår i släktet Leptomydas och familjen Mydidae.
Artens utbredningsområde är Sudan. Inga underarter finns listade i Catalogue of Life.